# Райлер Дегарт
Райлер Дегарт (англ. Ryler DeHeart; нар. 3 січня 1984) — колишній американський тенісист.
Найвищу одиночну позицію світового рейтингу — 174 місце досяг 3 травня, 2010, парну — 120 місце — 22 листопада, 2010 року.
Найвищим досягненням на турнірах Великого шолома було 2 коло в одиночному розряді.

## Титули за кар'єру

### Одиночний розряд (3)
| Легенда               |
| Великий шлем (0)      |
| Серія Мастерс ATP (0) |
| Тур ATP (0)           |
| ATP Челленджер (1)    |
| ITF Ф'ючерс (2)       |

| Ранг | Дата          | Турнір        | Покриття | Суперник     | Рахунок          |
| 1.   | 24 липня 2006 | Іллінойс, США | Тверде   | Тодд Пол     | 6–7(2), 6–2, 6–1 |
| 2.   | 30 липня 2007 | Іллінойс, США | Тверде   | Метт Брук    | 6–4, 6–3         |
| 3.   | 1 червня 2009 | Юба-Сіті, США | Тверде   | Карстен Болл | 6–2, 3–6, 7–5    |

### Парний розряд (2)
| Легенда               |
| Великий шлем (0)      |
| Серія Мастерс ATP (0) |
| Тур ATP (0)           |
| ATP Челленджер (2)    |
| ITF Ф'ючерс (0)       |

| Ранг | Дата           | Турнір        | Покриття | Партнер          | Суперники                | Рахунок              |
| 1.   | 31 січня 2010  | Гаваї, США    | Тверде   | Кевін Андерсон   | Ім Кю Тхе Мартін Сланар  | 3–6, 7–6(2), [15–13] |
| 2.   | 15 травня 2010 | Сарасота, США | Ґрунт    | Браян Баттістоун | Геро Кречмер Алекс Сачко | 5–7, 7–6(4), [10–8]  |